# McFly
I McFly sono un gruppo musicale pop britannico, formato a Londra nel 2003. La band è composta dai cantanti e chitarristi Tom Fletcher e Danny Jones, dal bassista Dougie Poynter e dal batterista Harry Judd.
Lanciati a livello nazionale da un tour in tutto il Regno Unito, a supporto della band britannica Busted, furono sotto contratto per l'etichetta discografica Island Records fino al 2007, anno in cui la band creò la propria etichetta discografica personale, Super Records.
Tra i riconoscimenti che rendono famosa la band, si contano un Guinness World Record come band più giovane ad avere un album di debutto in prima posizione in classifica (titolo strappato ai Beatles), 7 singoli e due album in vetta alle classifiche britanniche, 16 singoli consecutivi entrati nella top 20, e 15 singoli consecutivi nella top 10. Secondo la BPI, i McFly hanno venduto oltre 10 milioni di album in tutto il mondo, di cui 2 milioni di album e 1.8 milioni di singoli nel solo Regno Unito.
Tra il 2013 ed il 2015 si unirono ai Busted nel "supergruppo" McBusted, per poi tornare a pubblicare musica sotto il nome di McFly nel 2019, dopo una lunga pausa.

## Storia

### 2001–2002: Formazione
Alla fine del 2001, Tom Fletcher rispose ad un annuncio per un'audizione per una band, i Busted, ma fu infine scartato. Nonostante ciò, il suo talento non rimase inosservato. Poco tempo dopo, Fletcher conobbe Danny Jones e, colpito dal suo talento, gli propose di formare una band insieme.
Fletcher e Jones svilupparono rapidamente un solido rapporto di amicizia, e cominciarono a scrivere canzoni insieme all'InterContinental Hotel di Londra.
Nel 2003, decisero di fare un'audizione per cercare altri componenti del gruppo, che trovarono nel bassista Dougie Poynter e nel batterista Harry Judd.
Il nome del gruppo fu scelto da Fletcher, ed è ispirato a Marty McFly, protagonista della trilogia cinematografica Ritorno al Futuro.

### 2003–2005:Room on the 3rd Floor,Comic Relief eWonderland
Lo stile musicale che diede vita ai McFly traeva grande ispirazione soprattutto dai Beach Boys. Il singolo di debutto, "5 Colours in Her Hair", fu pubblicato il 29 marzo 2004 e debuttò immediatamente nella prima posizione della classifica britannica, rimanendo al primo posto per due settimane.
Il debutto televisivo dei McFly avvenne durante la trasmissione CD:UK, subito dopo un'esibizione dei Busted. Finito di suonare il proprio pezzo, James Bourne annunciò al microfono i McFly, citando Marty McFly: "Non siete ancora pronti per questa musica, ma ai vostri figli piacerà".
Nel luglio 2004 il secondo singolo "Obviously" ottenne altrettanto successo, e fu seguito dall'album Room on the 3rd Floor che debuttò anch'esso in vetta alla classifica degli album britannici. L'album è attualmente premiato doppio platino dalla British Phonographic Industry. Room on the 3rd Floor procurò ai McFly un Guinness World Record come più giovane band con l'album di debutto in prima posizione in classifica, premio che in precedenza apparteneva ai Beatles.
Il nome dell'album derivava dal luogo in cui le canzoni erano state scritte, la stanza 363 all'InterContinental Hotel.
A settembre dell 2004, i McFly intrapresero il loro primo tour ufficiale. I singoli successivi furono "That Girl" il 6 settembre 2004 e "Room on the 3rd floor" il 15 novembre, che raggiunsero la top 5.
Nel 2005 i McFly collaborarono con l'ente benefico Comic Relief, per il quale pubblicarono dal loro secondo album Wonderland il doppio singolo "All About You/You've Got a Friend", di cui girarono un video musicale in Uganda, in Africa.
Il secondo singolo "I'll Be OK" raggiunse la vetta della classifica ed anticipò l'uscita di Wonderland il 29 agosto 2005, che ottenne enorme successo. I singoli successivi furono "I Wanna Hold You" e "Ultraviolet/The Ballad of Paul K".
Il 15 settembre 2005, i McFly intrapresero il Wonderland Arena Tour, del quale fu girato un DVD durante la data di Manchester, pubblicato il 28 novembre 2005.

### 2005–2007:Baciati dalla Sfortuna,Motion in the Oceane prima compilation
Durante il 2005, i McFly volarono negli Stati Uniti per partecipare alle riprese del film Baciati dalla Sfortuna, in cui interpretavano loro stessi. Il 12 maggio 2006 la band tornò in America per presenziare alla première del film ad Hollywood. La promozione del film fu fatta al fianco degli attori protagonisti Lindsay Lohan e Chris Pine.
A luglio del 2006 furono pubblicati "Please, Please" e la cover del brano "Don't Stop Me Now" dei Queen, che anticiparono il terzo album Motion in the Ocean. Il secondo singolo estratto fu "Star Girl", ed il quarto "Sorry's Not Good Enough/Friday Night".
Il 17 settembre 2006 iniziò il Motion in the Ocean Tour, ed il 20 marzo 2007, intrapresero il McFly Up Close and Personal Tour. Il 7 maggio 2007 fu pubblicato l'ultimo singolo di Motion in the Ocean, "Baby's Coming Back/Transylvania", che raggiunse subito le vette delle classifiche, e fu la settima numero 1 per i McFly.
Il 5 novembre 2007 i McFly pubblicarono la prima compilation, All the Greatest Hits, che conteneva l'apprezzato nuovo singolo "The Heart Never Lies". L'album venne pubblicizzato dal Greatest Hits Tour alla fine del 2007.
Il 3 dicembre 2007 fu pubblicata una compilation di B-sides: The Greatest Bits: B-Sides & Rarities, che contiene 12 B-sides dei loro singoli.

### 2008–2009: Prima compilationRadio:ACTIVEeAbove The Noise
Nel 2008 la band volò in Australia per registrare il quarto album Radio:ACTIVE, che fu distribuito gratuitamente come allegato a The Mail on Sunday il 20 luglio 2008 nella speranza di aumentare la popolarità della band. In quel periodo, fu annunciato che i McFly avevano abbandonato la Island Records perché non concordavano con alcune decisioni prese dalla casa discografica.
Il primo singolo da Radio:ACTIVE fu "One for the Radio" il 1º giugno 2008 in anteprima e pubblicato il 14 luglio.
Il 7 novembre 2008 i McFly intrapresero un nuovo tour. Il terzo ed ultimo singolo tratto dall'album, "Do Ya/Stay With Me", fu pubblicato il 23 novembre 2008 in supporto all'ente benefico Children in Need.
Nel 2009, la band intraprese l'Up Close... And This Time It's Personal Tour, che raggiunse anche il Sudamerica.

### 2010–2012:Above the Noise,Memory LaneeUnsaid Things
Nel 2010 la band tornò a lavorare con la Island Records, ed il 15 novembre 2010 pubblicò il quinto album Above the Noise, stilisticamente molto diverso dai precedenti e supportato dai singoli "Party Girl" e "Shine a Light", quest'ultimo scritto ed interpretato con il cantante britannico Taio Cruz. Per promuovere l'album, la band recitò in un cortometraggio chiamato Nowhere Left to Run.
Il terzo singolo del quinto album fu "That's the Truth", pubblicato il 6 marzo 2011, ma durante il Keep Calm and Play Louder Tour, tra marzo e aprile 2012, furono suonate le tre nuove canzoni "Do Whatcha", "Red" e "Touch the Rain", e fu annunciato un sesto album. Fu dichiarato che il primo singolo dal sesto album sarebbe stato "Red", che aveva ottenuto molto successo durante il tour, ma in seguito fu cambiato con "Love Is Easy".
A novembre 2012 fu pubblicato un nuovo greatest hits, Memory Lane: The Best of McFly, e l'11 ottobre 2012 fu pubblicata l'autobiografia della band, Unsaid Things: Our Story.

### 2013–2015: Dieci anni di carriera e McBusted
Il 19 maggio 2013, i McFly annunciarono un concerto speciale di due date al Royal Albert Hall per festeggiare i 10 anni della band. A causa dell'enorme richiesta, furono aggiunte due date, una delle quali fu condivisa in diretta streaming per tutti i fans che non erano riusciti ad aggiudicarsi un biglietto. Durante i concerti, salirono sul palco James Bourne e Matt Willis dei Busted.
Tra il 2014 ed il 2015, i McFly si unirono a Bourne e Willis nella band McBusted, con cui effettuarono due giganteschi tour in giro per il Regno Unito. Il tour dei McBusted fu quello di portata maggiore dell'intero anno 2014, con oltre 30 date.
Durante un documentario sui McBusted condotto dalla presentatrice Fearne Cotton, Jones spiegò che nonostante la lunga pausa, esistevano moltissime canzoni dei McFly mai pubblicate, abbastanza da poter riempire tre album, ma che per quel momento la band preferiva godersi la lunga vacanza. Il sesto album dei McFly, nonostante fosse stato annunciato già da tempo, non venne pubblicato.

### 2016–2019:The Anthology Tour, pausa eThe Lost Songs
Il 25 aprile 2016, i McFly, tornati un quartetto, annunciarono un tour che sarebbe cominciato a giugno di quell'anno. Il tour prevedeva tre diverse serate in ogni città (Glasgow, Birmingham, Manchester e Londra), ognuna dedicata ad uno o due album, durante le quali sarebbero state suonate tutte le canzoni incluse nei cinque album della band. I concerti furono rimandati a causa di un'ernia al disco contratta da Judd, ma l'Anthology Tour poté finalmente partire a settembre 2016.
Al termine dell'Anthology Tour, la band rimase in silenzio per diverso tempo, salvo alcune dichiarazioni che sostenevano che i McFly sarebbero tornati in studio di registrazione nel 2017. Nel corso del 2018, tutti i membri della band si dedicarono a diversi progetti molto lontani dai McFly.
Il 5 gennaio 2019, Poynter partecipò al podcast Sappenin' Podcast with Sean Smith, durante il quale dichiarò che la possibilità di un ritorno dei McFly sulle scene era vicina.
Il 9 settembre 2019 il profilo Instagram della band venne riattivato dopo due anni di silenzio, con la pubblicazione di un breve video rappresentante un microfono, logo dei McFly. A seguire questo evento, tutti i componenti della band annunciarono sui propri social media una live imminente su Instagram, prevista per il 10 settembre 2019 alle 09:30 del mattino (le 10:30 italiane). Durante la live fu annunciato un nuovo concerto della band, il primo concerto dei McFly in assoluto ad avere luogo nella prestigiosa O2 Arena di Londra, oltre alle ormai popolari canzoni scritte per il sesto album e mai pubblicate, che furono raccolte sotto il nome di The Lost Songs. La band decise di pubblicare su tutte le piattaforme che consentivano di ascoltare musica, ad esempio Spotify, Apple Music e Youtube, una delle Lost Songs ogni domenica fino al 20 novembre 2019, data del concerto all'O2, come modo per scusarsi per la prolungata assenza e le spiegazioni mai date alla mancanza di nuovo materiale musicale.

### 2020–presente:Power to Play
Il 9 giugno 2023 i McFly pubblicano il loro settimo album Power to Play.

## Stile musicale
Lo stile musicale dei McFly deriva dai vari musicisti che influenzarono i componenti del gruppo nel corso degli anni.
La maggior parte dei brani è in stile pop, pop rock e rock, ma spesso ci sono richiami ad altri generi musicali, come surf music, blues e country. Con l'album Above The Noise ci fu invece un avvicinamento al genere electropop.
I McFly hanno spesso citato i Busted come una delle maggiori influenze ed ispirazioni della loro carriera.

## Cover
I McFly hanno registrato ed eseguito molte cover (ufficialmente e non) di canzoni conosciute.

### 2004
I McFly collaborarono con i Busted ad una cover della canzone dei Kinks, "Lola", che fu pubblicata come B-side della versione Giapponese del singolo "5 Colours In Her Hair". Nello stesso anno, registrarono anche altre cover, che furono pubblicate come B-side: "Help!" dei Beatles nel singolo di "Obviously", "She Loves You" dei Beatles in quello di "That Girl" e "Crazy Little Thing Called Love" dei Queen nel singolo di "Room on the Third Floor". Registrarono anche la hit "Mr Brightside", originariamente dei The Killers, e "I Predict a Riot", originariamente dei Kaiser Chiefs.

### 2005
I McFly registrarono il brano "You've Got a Friend", interpretato originariamente da Carole King, come canzone di beneficenza per Comic Relief, che fu pubblicato in singolo doppio insieme a "All About You". Nel settembre 2005 si unirono a Roger Daltrey dei The Who per registrare una nuova versione di "My Generation" degli Who, che fu usata come promozione per raccogliere fondi per il Teenage Cancer Trust e per lanciare HMV, un nuovo sistema di download digitale. A novembre, registrarono un'altra cover di un brano degli Who, "Pinball Wizard". Il 15 dicembre 2005 si esibirono all'Harrods Winter Signing con una cover di "On My Own" dei The Used.

### 2006
Il 20 maggio 2006, i McFly si esibirono con una cover del brano "The Boys Are Back in Town" dei Thin Lizzy. Per Sport Relief 2006 registrarono una cover del brano "Don't Stop Me Now" dei Queen, pubblicata insieme al loro brano originale "Please, Please". "Don't Stop Me Now" fu eseguita anche durante i tour dei McFly, una volta insieme al chitarrista dei Queen Brian May, ed una insieme a Matt Willis. Pubblicarono anche cover di "(You Gotta) Fight for Your Right (to Party)" dei Beastie Boys e il tema di Ghostbusters, originariamente di Ray Parker Jr.. Inoltre, i McFly furono il numero di apertura a Children in Need 2006, con "I Wanna Hold Your Hand" dei Beatles. Infine, pubblicarono una loro versione della canzone di Natale "Rockin' Robin" di Bobby Day.

## Film e televisione
Nel 2005, la band fu ospite speciale di un episodio della serie Casualty.
Nel 2006, fu pubblicata la commedia Baciati dalla sfortuna con Lindsay Lohan e Chris Pine, in cui i McFly interpretano loro stessi. Il film uscì nelle sale americane il 12 maggio 2006, nel Regno Unito il 30 giugno 2006 ed in Italia il 7 luglio 2006. Per il film, aspramente stroncato dalla critica, pubblicarono anche la colonna sonora. Nel film, per la scena del concerto finale, fu usata un'esibizione dei McFly al London Hammersmith Apollo del 19 maggio 2005.
Il 22 ottobre 2007, i McFly presentarono i primi Nickelodeon UK Kids Choice Awards.

## Discografia

### Album in studio
- 2004 – Room on the 3rd Floor
- 2005 – Wonderland
- 2006 – Motion in the Ocean
- 2008 – Radio:Active
- 2010 – Above the Noise
- 2020 – Young Dumb Thrills
- 2023 – Power to Play

### Raccolte
- 2007 – All the Greatest Hits
- 2007 – The Greatest Bits: B-Sides & Rarities
- 2012 – Memory Lane: The Best of McFly
- 2020 – The Lost Songs

### Album dal vivo
- 2007 – Motion in the Ocean: Tour Edition
- 2008 – McFly: iTunes Live from London Festival '08
- 2009 – Radio:Active Live at Wembley
- 2013 – McFly 10: Live at the Royal Albert Hall
- 2016 – Anthology Tour: The Hits Live

### Colonne sonore
- 2006 – Just My Luck

### Singoli
- 2004 – 5 Colours in Her Hair
- 2004 – Obviously
- 2004 – That Girl
- 2004 – Room on the 3rd Floor
- 2005 – All About You/You've Got a Friend
- 2005 – I'll Be OK
- 2005 – I Wanna Hold You
- 2005 – Ultraviolet/The Ballad of Paul K
- 2006 – Please, Please/Don't Stop Me Now
- 2006 – Star Girl
- 2006 – Sorry's Not Good Enough/Friday Night
- 2006 – Baby's Coming Back/Transylvania
- 2007 – The Heart Never Lies
- 2008 – One for the Radio
- 2008 – Lies
- 2008 – Do Ya/Stay with Me
- 2009 – Falling in Love
- 2010 – Party Girl
- 2010 – Shine a Light (feat. Taio Cruz)
- 2011 – That's the Truth
- 2013 – Love Is Easy
- 2013 – Love Is on the Radio
- 2020 – Happiness
- 2020 – Tonight Is the Night
- 2023 – Where Did All the Guitars Go?
- 2023 – God of Rock & Roll

## Videografia

### DVD
- 2006 – The Wonderland Tour 2005
- 2007 – All the Greatest Hits (The DVD)
- 2008 – Radio:Active Documentary
- 2009 – Radio:Active – Live at Wembley
- 2010 – Behind the Noise
- 2010 – Nowhere Left to Run

## Tour

### Come headliner
- 2004 – McFly: The Tour o UK Theatre Tour (Regno Unito)
- 2005 – Wonderland Arena Tour (Regno Unito)
- 2006 – Motion in the Ocean Arena Tour (Regno Unito)
- 2007 – McFly: Up Close and Personal Tour (Regno Unito)
- 2007 – Greatest Hits Tour (Regno Unito)
- 2008 – Radio:ACTIVE Tour (Regno Unito)
- 2009 – Up Close ... and This Time It's Personal Tour (Regno Unito)
- 2010 – Before the Noise Tour (Regno Unito)
- 2011 – Above the Noise Tour (Regno Unito)
- 2012 – Keep Calm & Play Louder Tour (Regno Unito)
- 2013 – Memory Lane: The Best of McFly Tour (Regno Unito)
- 2013 – 10th Anniversary (Regno Unito)
- 2016 – Anthology Tour (Regno Unito)
- 2020 – The 2020 Brazil Tour (Brasile)
- 2020 – The Lost Songs Tour (Regno Unito)
- 2021 – One Night Only... Again
- 2023 – Power to Play Tour

### Come band di supporto
- 2004 – Busted: A Ticket for Everyone Tour (Regno Unito)

## Premi e riconoscimenti
2004
- Walt Disney Awards – Best Newcomer[37]
- Smash Hits Awards – Best UK Band
- Smash Hits Awards – Best Album (Room on the 3rd Floor)
- Smash Hits Awards – Best Video (That Girl)
- Smash Hits Awards – Best Stars of the Year
- Smash Hits Awards – Most Fanciable Male (Danny Jones)[38]

2005
- Smash Hits Awards – Stars of the Year
- Smash Hits Awards – Best UK Band
- Smash Hits Awards – Best Single (All About You)
- Smash Hits Awards – Best Album (Wonderland)
- Smash Hits Awards – Most Snoggable Male (Danny Jones)
- Smash Hits Awards – Top Mop (Dougie Poynter)[39]
- BRIT Awards – Best Pop Act[40][41]

2006
- Virgin.net Music Awards – God Group[42]
- Virgin.net Music Awards – Most Fanciable Male (Dougie Poynter)[43]
- BT Digital Music Award for People's Choice – Best Official Music Site[44]

2007
- Nickelodeon UK Kids Choice Awards – Best Band (quell'anno furono i presentatori dello show)[45]
- UK Festival Awards – Best Pop Act (per la partecipazione al V Festival)[46]
- Virgin.net Music Awards – Best Live Act

2008
- Nickelodeon UK Kids Choice Awards – Best Band
- Star Smash Awards 2008 – Best Album (Radio:ACTIVE)
- Star Smash Awards 2008 – Best Band
- Star Smash Awards 2008 – Artist of the Year

2009
- Meus Premios Nickelodeon Brazil 2009 – Best International Artist
- UK Music Video Awards – Best Live Music Coverage
- News of the World – The Most Sexiest Men of the Year (Dougie Poynter)

2010
- 4Music Video Honours – Best Video of 2010 (Party Girl)

2011
- Nordoff Robbins Music Awards – American Express Digital Innovation Award
- In Rock Magazine – Best British Band

2012
- Nordoff Robbins Music Awards – Best Live Act

2013
- The Verified Teen Awards – Best Live Act
- The Verified Teen Awards – Best Band

2014
- Nickelodeon UK Kids Choice Awards – Favourite UK Band of the Decade (premio onorario alla carriera)